# ОШ Иво Лола Рибар Клисура
ОШ „Иво Лола Рибар” у Клисури, једна је од установа основног образовања на територији општине Сурдулица.